# Heinrich von Pierer

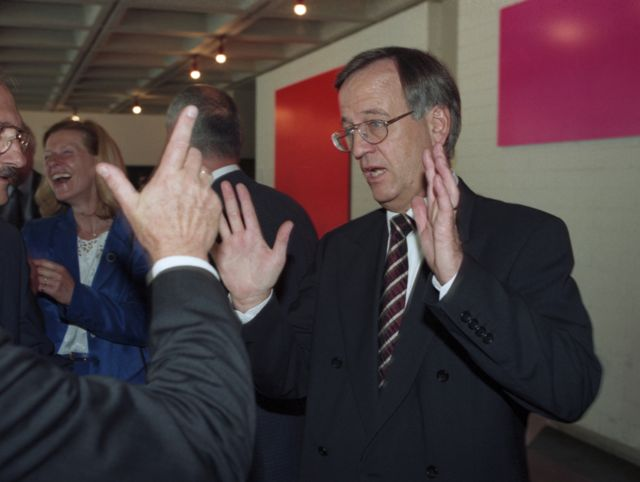
Heinrich von Pierer (1994)

Heinrich von Pierer (* 26. Januar 1941 in Erlangen; eigentlich Heinrich Karl Friedrich Eduard Pierer von Esch) ist ein deutscher Manager. Er war von 1992 bis 2005 Vorstandsvorsitzender und von 2005 bis zum 25. April 2007 Aufsichtsratsvorsitzender der Siemens AG.

## Leben
Heinrich von Pierer besuchte das Gymnasium Fridericianum Erlangen und studierte anschließend Rechtswissenschaften und Volkswirtschaftslehre an der Friedrich-Alexander-Universität Erlangen-Nürnberg. 1968 wurde er mit der Dissertation Teilnichtige Rechtsgeschäfte: Das Verhältnis von Parteiwille und Rechtssatz im Bereich des Paragraphen 139 BGB zum Dr. jur. promoviert. Anschließend erwarb er den akademischen Grad eines Dipl.-Volkswirtes.
1969 begann von Pierer seine Laufbahn bei der Siemens AG. 1989 wurde er Mitglied des Vorstandes des Unternehmens. Am 1. Oktober 1992 trat er die Nachfolge von Karlheinz Kaske als Vorsitzender des Vorstandes an. Am 7. Juli 2004 gab Siemens die Ernennung von Klaus Kleinfeld als Nachfolger von Pierers ab Januar 2005 bekannt. Von Pierer übernahm am 27. Januar 2005 im direkten Anschluss den Vorsitz des Aufsichtsrats.
Von Pierer hielt verschiedene weitere Aufsichtsratsmandate, unter anderem bei Bayer, Hochtief, der Münchener Rück und bei Volkswagen. Er war von 1993 bis 2006 Vorsitzender des damals neu gegründeten Asien-Pazifik-Ausschusses der deutschen Wirtschaft (APA). Von 1972 bis 1990 war er für die CSU im Rat der Stadt Erlangen. Außerdem war er von 1998 bis 2005 im Verwaltungsrat der TU München aktiv.
Am 29. August 2005 gab die CDU seine Berufung zum wirtschaftspolitischen Chefberater der Kanzlerkandidatin Angela Merkel bekannt. Von Pierer leitete den Rat für Innovation und Wachstum. Damit setzte das CSU-Mitglied seine Funktion als Berater der Bundesregierung fort. Schon in der Schröder-Ära war er Mitglied der rot-grünen Initiative Partner für Innovation.
Als Berater formulierte er eine Formel für Innovation: „Kenntnis der Kundennöte plus Inspiration multipliziert mit langem Atem plus Transpiration ist gleich Markterfolg.“
Am 13. Januar 2006 wurde von Pierer zum Honorarprofessor an der Friedrich-Alexander-Universität Erlangen-Nürnberg für das Fach Betriebswirtschaftslehre, insbesondere Industriebetriebslehre, der Wirtschafts- und Sozialwissenschaftlichen Fakultät ernannt.
Am 19. April 2007 erklärte von Pierer seinen Rücktritt als Aufsichtsratsvorsitzender der Siemens AG; damit stellte er sein Amt mit Beginn der Sitzung des Aufsichtsrats am 25. April 2007 zur Verfügung. Er sagte, der Entschluss stehe nicht in Zusammenhang mit der Schmiergeld-Affäre, sondern geschehe im Interesse von Firma und Mitarbeitern. Tatsächlich war wohl der öffentliche Druck wegen der „Schmiergeldaffäre“ zu groß geworden.
Im Zuge der Aufarbeitung des Schmiergeldskandals hat das Renommee von Pierers stark gelitten. Nachfolger von Pierers wurde Gerhard Cromme, Aufsichtsratsvorsitzender von ThyssenKrupp und zum Zeitpunkt seiner Ernennung Vorsitzender des Prüfungsausschusses des Aufsichtsrats der Siemens AG.
Am 20. Mai 2008 erklärte von Pierer seinen Rücktritt als Mitglied des Aufsichtsrates der Deutschen Bank AG.
Von Pierer ist Aufsichtsrat beim türkischen Mischkonzern Koç Holding.
Er ist zudem als selbständiger Unternehmensberater tätig.
Am 17. Januar 2011 – kurz vor seinem 70. Geburtstag – stellte von Pierer seine Autobiographie mit dem Titel Gipfel-Stürme der Öffentlichkeit vor.
Seit 2016 ist er Mitglied im Beirat der Serafin Unternehmensgruppe in München.

## Kritik
Mit der Übernahme des Aufsichtsratsvorsitzes der Siemens AG verstieß von Pierer gegen den Corporate Governance Kodex, gemäß dem der direkte Wechsel eines Vorstandsvorsitzenden in den Aufsichtsratsvorsitz unterbleiben soll. Während dies zunächst nahezu widerspruchslos hingenommen wurde, ist im Zuge der Korruptionsaffäre bei Siemens das Problem offen zutage getreten: Von Pierer war Mitglied des Prüfungsausschusses im Aufsichtsrat, der die Korruptionsvorwürfe untersucht und natürlich auch von Pierers Amtszeit durchleuchtet. Aufgrund des offensichtlichen Interessenkonflikts und der Tatsache, dass ein Großteil der Affäre in seine Zeit als Vorstandsvorsitzender fiel, war von Pierer zahlreichen Vorwürfen ausgesetzt. Auf der Hauptversammlung 2007 der Siemens AG verzichtete von Pierer am 25. Januar 2007 schließlich auf die weitere Teilnahme an Sitzungen, die das Korruptionsthema zum Gegenstand haben; das Amt als Vorsitzender des Aufsichtsrats wollte er aber nicht ablegen. Die Hauptversammlung stimmte mit über 34 Prozent gegen die Entlastung von Pierers und zeigte damit deutlich die Unzufriedenheit mit der Entscheidung von Pierers.
Trotz der Korruptionsaffäre bei Siemens hielten die CDU und insbesondere Angela Merkel längerfristig an von Pierer als Leiter des Rates für Innovation und Wachstum fest; am 17. April 2008 erklärte die Bundeskanzlerin jedoch die Absicht, auf Heinrich von Pierer in dieser Funktion zu verzichten. Dies geschah zeitgleich mit der Veröffentlichung eines internen Prüfberichts vom 1. April 2008, der am 18. April durch die Süddeutsche Zeitung bekannt wurde. Ein Siemens-Manager hat von Pierer mit einem Staatsauftrag in Argentinien in Zusammenhang gebracht, der mittels Schmiergeldzahlungen erlangt wurde. Die Staatsanwaltschaft hat daraufhin Vorermittlungen aufgenommen. Statt eines Strafverfahrens gegen von Pierer wurde dann im Mai ein Ordnungswidrigkeitsverfahren wegen Verletzung der Aufsichtspflicht eröffnet. Anfang 2010 wurde dieses mit einem Bußgeldbescheid beendet, den von Pierer akzeptierte.
Mit dem Siemens-Konzern einigte sich von Pierer auf eine Schadensersatzzahlung von fünf Millionen Euro.
Am 2. Dezember 2019 verurteilte ein griechisches Gericht in Athen von Pierer nach einem seit 2017 laufenden Gerichtsverfahren zu 15 Jahren Haftstrafe. Von Pierer legte Berufung gegen das Urteil ein. Das Berufungsgericht sprach von Pierer im September 2022 frei.

## Privatleben, Familie und Name
Von Pierer ist verheiratet und hat drei Kinder und drei Enkel. Mit 18 Jahren gewann er die bayerischen Tennis-Jugendmeisterschaften.
Seine Söhne Michael und Stephan sind ebenfalls für Siemens tätig.
Sein Bruder war der Tennisfunktionär und Rechtsanwalt Peter von Pierer.
Sein Großvater, der k.u.k. Feldmarschallleutnant Eduard Pierer (1848–1902), wurde 1900 aufgrund eines  Offiziersprivilegs in den erblichen österreichischen  Adelsstand erhoben und setzte seinem Geburtsnamen nach dem „von“ den Geburtsnamen seiner Ehefrau Valerie hinzu, so dass der Name nun „Pierer von Esch“ lautete. Alle österreichischen Adelstitel wurden 1919 durch die Republik Österreich aufgehoben (Adelsaufhebungsgesetz), aber von Pierers Vater Leo (1895–1992) übersiedelte 1937 von Österreich nach Deutschland und erlangte 1938 im Rahmen der Einbürgerung das Adelsprädikat zurück. Pierer selbst kürzt seinen vollen Namen in der Regel als „von Pierer“ ab.

## Ehrungen und Auszeichnungen
- Goldener Ehrenring der Stadt Erlangen (1995)
- Ehrenring der Stadt Villach (1997)
- Ehrendoktorwürde der Technischen Universität München (1997)
- Großes Silbernes Ehrenzeichen mit dem Stern für Verdienste um die Republik Österreich[16] (1997)
- Ehrendoktorwürde der Katholieke Universiteit Leuven (1998)
- Preisträger des Ehrenrings 2000 der Eduard-Rhein-Stiftung
- Großes Bundesverdienstkreuz des Verdienstordens der Bundesrepublik Deutschland (2001)
- Preis für Verständigung und Toleranz des Jüdischen Museums Berlin (2002)
- Scopus Award der Hebräischen Universität Jerusalem (2002)
- Goldener Ehrenring der Technischen Universität München (2003)
- World Business Award (2003)
- Ehrendoktorwürde der Tongji-Universität Shanghai (2004)
- Ehrendoktorwürde der Technischen Universität Berlin (2004)
- Ehrendoktorwürde der Technischen Universität Graz (2005)
- Bayerischer Verdienstorden (2005)
- Großkreuz des Ordens des Infanten Dom Henrique (2005)
- Ehrenstaatsbürgerschaft Singapurs; dies als erster deutscher Staatsbürger (2006)[17]
- AICGS Global Leadership Award
- John J. McCloy Award, New York
- Appeal of Conscience Award der Appeal of Conscience Foundation, New York

## Veröffentlichungen
- Mit Karl Homann und Gertrude Lübbe-Wolff: Zwischen Profit und Moral. Hanser, München 2003, ISBN 3-446-22460-2.
- Gipfel-Stürme. Die Autobiographie. Econ, Berlin 2011, ISBN 978-3-430-20027-1.
- Die Kunst des Machbaren. Lehrreiches und Heiteres aus dem Leben eines Topmanagers. Redline, München 2021, ISBN 978-3-86881-839-0.